# El Monte (Orense)
El Monte (llamada oficialmente Santa Mariña do Monte) es una parroquia y un lugar del municipio español de Orense, en la provincia de Orense, Galicia.

## Toponimia
La parroquia también es conocida por el nombre de Santa Marina de El Monte.

## Organización territorial
La parroquia está formada por dos entidades de población:
- Cotoriño
- Santa Marina del Monte (Santa Mariña do Monte)

## Demografía

### Parroquia
| Gráfica de evolución demográfica de El Monte (parroquia) entre 2000 y 2023 |
|                                                                            |
| Datos según el nomenclátor publicado por el INE.                           |

### Lugar
| Gráfica de evolución demográfica de Santa Marina del Monte (lugar) entre 2000 y 2023 |
|                                                                                      |
| Datos según el nomenclátor publicado por el INE.                                     |